# وزن ولادة منخفض

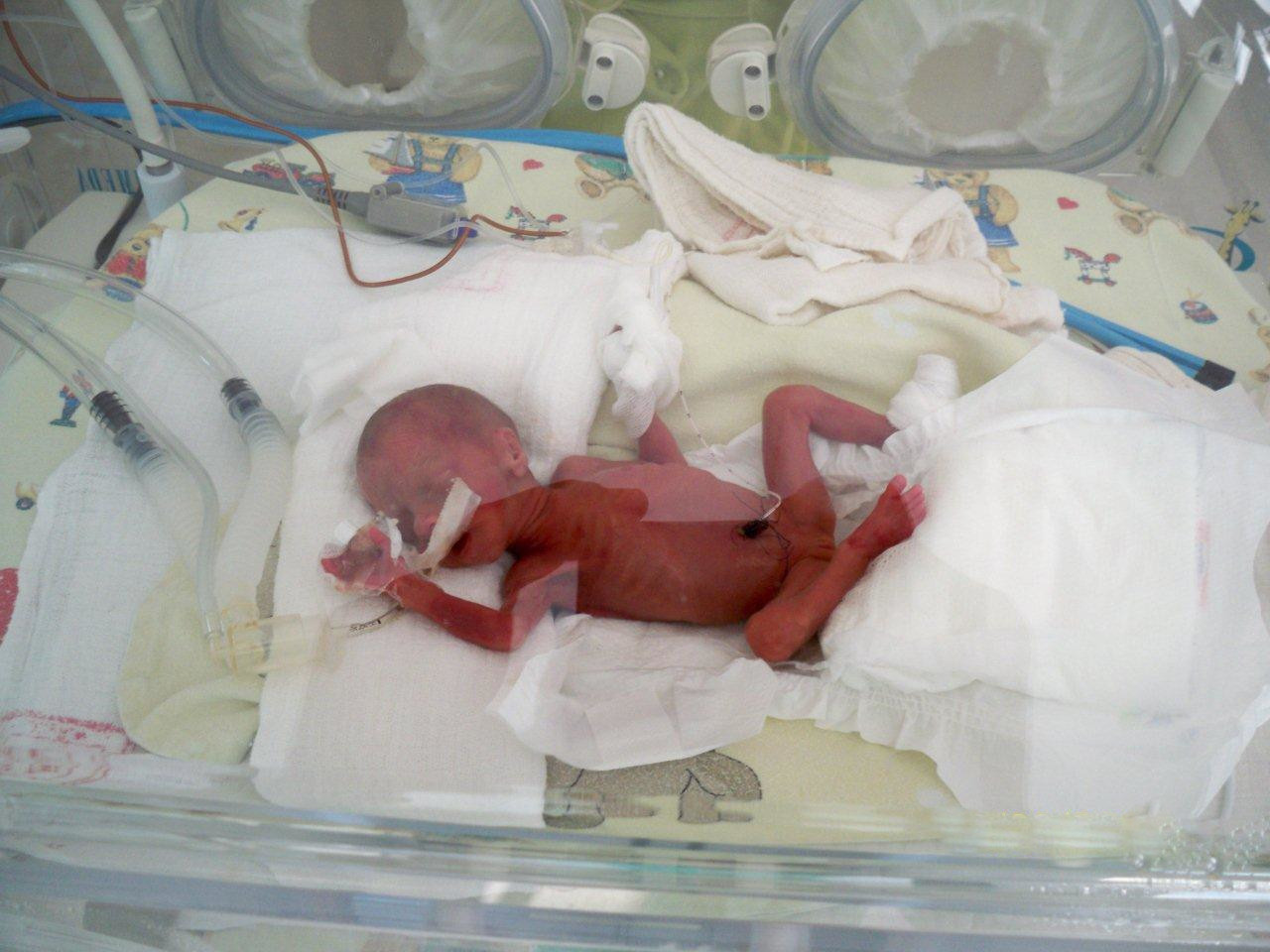
قد يكون انخفاض الوزن عند الولادة نتيجة للولادة المبكرة.

الوزن المنخفض عند الولادة، يُعرَّف من قبل منظمة الصحة العالمية على أنه وزن ولادة يقل عن 2,499 غراماً (ما يعادل 5 أرطال و8.1 أونصة)، بغض النظر عن عمر الحمل. يُواجه الرضّع المولودون بوزن منخفض مخاطر صحية متزايدة تستلزم رعاية دقيقة، غالباً في وحدة العناية المركزة لحديثي الولادة. كما أنهم معرضون بدرجة أكبر للإصابة بمشكلات صحية طويلة الأمد تتطلب متابعة طبية مستمرة مع مرور الوقت.

## التصنيف
يصنف وزن المولود عند الولادة على النحو التالي:
- الوزن المرتفع عند الولادة (الضخامة الجنينية): أكثر من 4,200 غرام (9 أرطال و4 أونصات)
- الوزن الطبيعي (عند الولادة في الموعد الطبيعي): بين 2,500 و4,200 غرام (5 أرطال و8 أونصات إلى 9 أرطال و4 أونصات)
- الوزن المنخفض عند الولادة: أقل من 2,500 غرام (5 أرطال و8 أونصات)

1. الوزن المنخفض جداً عند الولادة: أقل من 1,500 غرام (3 أرطال و5 أونصات)
2. الوزن المنخفض للغاية عند الولادة: أقل من 1,000 غرام (2 رطل و3 أونصات)

## الأسباب
- الولادة المبكرة.[4]
- صغير بالنسبة للعمر الحملي.
- عوامل بيئية، مثل:
  - تدخين الأم الحامل.[5][6]
  - المواد السامة[7]
  - نواتج احتراق الوقود الصلب.[8]
  - التعرض لأحادي أكسيد الكربون[9]
  - تلوث الهواء.[10]
  - التعرض للزئبق (مثل تناول سمك دهني).[11]
  - التعرض لضجيج الطائرات.[12][13]

## التكهن (الإنذار)

### النتائج المحيطة بالولادة
يرتبط انخفاض الوزن عند الولادة ارتباطًا وثيقًا بزيادة معدلات المراضة والوفيات الجنينية وما حول الولادة، إضافة إلى إعاقات في النمو والتطور المعرفي، وازدياد خطر الإصابة بالأمراض المزمنة في وقت لاحق من الحياة. وعلى مستوى السكان، يُعد انتشار انخفاض الوزن عند الولادة مؤشراً على مشكلة صحية عامة معقدة تتضمن سوء التغذية المزمن للأمهات، وتدهور الحالة الصحية العامة، والعمل المجهد، وسوء الرعاية الصحية أثناء الحمل. أما على المستوى الفردي، فهو يُعد مؤشراً مهماً على صحة وسلامة المولود، ويرتبط بزيادة خطر وفيات الرضع والأطفال.
ويمثل انخفاض الوزن عند الولادة نسبة تتراوح بين 60% و80% من معدل وفيات الرضع في البلدان النامية. وغالباً ما يكون سبب الوفاة مباشرًا نتيجة مضاعفات طبية أخرى مثل الولادة المبكرة، أو تمزق الأغشية المبكر قبل الأوان، أو سوء التغذية لدى الأم، أو نقص الرعاية السابقة للولادة، أو إصابة الأم بأمراض أثناء الحمل، أو البيئة المنزلية غير الصحية.

### النتائج بعيدة المدى

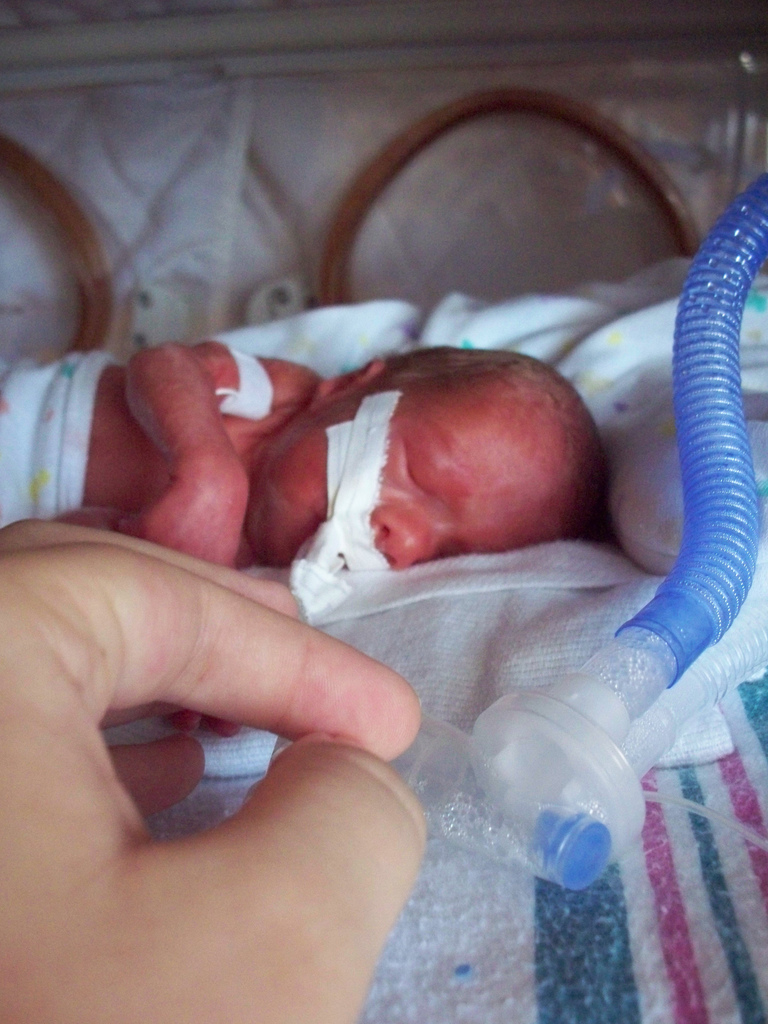
قد يحتاج الأطفال منخفضو الوزن عند الولادة إلى دعم تنفسي مثل التنبيب والتهوية الميكانيكية بسبب عدم نضج الرئتين.

يرتبط انخفاض تركيز الصوديوم في فترة حديثي الولادة (نقص صوديوم الدم) بأمراض في النمو العصبي مثل الشلل الدماغي التشنجي وفقدان السمع الحسي العصبي. كما أن التصحيح السريع لنقص صوديوم الدم (بمعدل يفوق 0.4 ميلي مكافئ/لتر في الساعة) خلال الفترة المحيطة بالولادة قد يؤدي إلى آثار عصبية ضارة.
وبين الأطفال ذوي الوزن المنخفض جدًا عند الولادة، يرتفع خطر القصور المعرفي بوجود عوامل مثل انخفاض الوزن، والجنس الذكري، والانتماء العرقي غير الأبيض، وانخفاض مستوى تعليم الوالدين. ولا توجد علاقة واضحة بين إصابات الدماغ في الفترة الوليدية وبين الضعف المعرفي لاحقًا.
يرتبط انخفاض الوزن عند الولادة كذلك بأمراض القلب والأوعية الدموية في مراحل لاحقة من الحياة، خاصة في حال حدوث زيادات كبيرة في الوزن خلال الطفولة. أما لدى الذكور، فقد وُجد أن ارتفاع الوزن عند الولادة مرتبط بزيادة خطر الوفاة بسبب السرطان.
كما تشير بعض الدراسات إلى وجود علاقة بين انخفاض الوزن عند الولادة واضطراب الشخصية الفُصامية.

## علم الوبائيات
قدّرت منظمة الصحة العالمية عام 2014 أن نسبة انتشار انخفاض الوزن عند الولادة على مستوى العالم تبلغ حوالي 15%، مع تباين في المعدلات حسب المنطقة: جنوب آسيا: 28%، إفريقيا جنوب الصحراء: 13%، شرق آسيا ومنطقة المحيط الهادئ: 6%، أمريكا اللاتينية ومنطقة الكاريبي: 9%، أما الدول المصنفة ضمن "أقل البلدان نمواً" وفق تصنيف الأمم المتحدة، فتبلغ فيها النسبة الإجمالية حوالي 13%.
وقد وضعت منظمة الصحة العالمية هدفاً يتمثل في خفض معدل انخفاض الوزن عند الولادة بنسبة 30% عالميًا، من خلال تدخلات صحية عامة تشمل تحسين الرعاية السابقة للولادة وتعزيز تعليم النساء.
في الولايات المتحدة، أفادت مراكز السيطرة على الأمراض والوقاية منها أنه تم تسجيل 313,752 حالة انخفاض وزن عند الولادة في عام 2018، بنسبة انتشار بلغت 8.28%. وقد ارتفعت هذه النسبة مقارنة بتقدير عام 2011 الصادر عن وكالة أبحاث وجودة الرعاية الصحية، والذي قدّرها بـ 6.1%. كما بلغت نسبة الحالات ذات الوزن المنخفض جدًا عند الولادة في عام 2018 نحو 1.38%، وهي نسبة مماثلة لتقديرات عام 2011.